# Dois Irmãos do Buriti
Dois Irmãos do Buriti là một đô thị thuộc bang Mato Grosso do Sul, Brasil. Đô thị này có diện tích 2344,611 km², dân số năm 2007 là 9336 người, mật độ 3,98 người/km².